# Akiba Maid War
Akiba Maid War (яп. アキバ冥途戦争 Акиба мэйдо сэнсо:, «Война горничных») — оригинальный аниме-сериал совместного производства компаний Cygames и P.A. Works. Транслировался с октября по декабрь 2022 года на Tokyo MX и других телеканалах.

## Сюжет
Действие аниме-сериала разворачивается в квартале Акихабара в 1999 году. Семнадцатилетняя девушка Нагоми Вахира, мечтающая стать весёлой и прилежной горничной, начала работать в мэйд-кафе «Тонтокотон», маскотом которого является свинья. Однако вскоре Нагоми обнаруживает, что мир мэйд-кафе в Акихабаре гораздо более жестокий, чем она изначально предполагала.

## Персонажи
Нагоми Вахира (яп. 和平 なごみ Вахира Нагоми) — семнадцатилетняя девушка, приехавшая в Акибу для того, чтобы стать официанткой в мэйд-кафе «Тонтокотон». Несмотря на свой энтузиазм, Нагоми быстро разочаровывается и начинает познавать суровую реальность жизни горничной, когда её втягивают в планы хозяйки кафе.
Сэйю: Рэйна Кондо
Ранко Маннэн (яп. 万年 嵐子 Маннэн Ранко) — тридцатипятилетняя женщина, при любых обстоятельствах ведёт себя строго и профессионально, будь то обслуживание посетителей в кафе или перестрелки с горничными-конкурентками. Хоть Ранко считается новенькой на момент основных событий сериала, она работала в мэйд-кафе ещё в 1985 году.
Сэйю: Рина Сато
Юмэти (яп. ゆめち) — одна из горничных-ветеранов кафе «Тонтокотон», имеющая небольшую, но преданную группу поклонников. Способна читать желания людей и при необходимости использует своё обаяние.
Сэйю: Минами Танака
Сипон (яп. しぃぽん Си:пон) — загорелая гяру и ещё одна горничная-ветеран в кафе «Тонтокотон».
Сэйю: Томоё Куросава
Зоя (яп. ゾーヤ Дзо:я) — новенькая горничная в кафе «Тонтокотон». Она выросла на территории бывшего Советского Союза, и строгие родители запрещали ей прикасаться к милым игрушкам и играть с ними. Зоя стала работать горничной в Японии после распада Советского Союза, но сталкивалась с трудностями жизни в Японии, пока не повстречала Ранко.
Сэйю: Евгения Давидюк
Управляющая (яп. 店長 тэнтё:) / Ясуко Яэгаси (яп. 八重樫 靖子 Яэгаси Ясуко) — управляющая мэйд-кафе «Тонтокотон», 30 лет. Из-за того, что ей не везёт с деньгами, она стала должницей организации Creatureland, а её планы по выходу из долгов только усугубляют ситуацию.
Сэйю: Аяхи Такагаки
Окатимати (яп. 御徒町) — маскот кафе «Тонтокотон», несмотря на то, что является пандой, а не свиньёй. По мере необходимости оказывает поддержку сотрудницам кафе.
Сэйю: Ая Хирано
Коллектор (яп. 取り立て屋 Торитатэя) — мужчина, одевающийся как стереотипный отаку и выполняющий задачи посредника между организацией Creatureland и различными мэйд-кафе Акихабары, находящимися под защитой организации.
Сэйю: Коки Утияма

## Медиа

### Аниме
О планах выпустить аниме-сериал стало известно 24 июня 2022 года. За его производство отвечали компании Cygames и P.A. Works, режиссёром стал Соити Масуи, сценаристом — Ёсихиро Хики, дизайнером персонажей — Манабу Нии, а композитором — Ёсихиро Икэ. Сериал транслировался с 7 октября по 23 декабря 2022 года на телеканалах Tokyo MX, BS11, KBS Kyoto и SUN. Открывающая музыкальная тема аниме-сериала — «Maid Daikaiten» (яп. メイド大回転 Мэйдо дайкайтэн, «Великая революция горничных»), исполненная Рэйной Кондо, Риной Сато, Минами Танакой, Томоё Куросавой и Евгенией Давидюк; завершающая — «Maid no Komoriuta» (яп. 冥途の子守唄 Мэйдо но комориута, «Колыбельная преступного мира»), исполненная Риной Сато. В рамках первой серии Минами Танакой была исполнена песня «Junjo Maid Bukkoro-Shu Kiss» (яп. 純情メイドぶっころ主KISS Дзюндзё: мэйдо буккоро-сю кису, «Убийственный поцелуй невинной горничной»). Закрывающей темой пятой серии стала песня «Issei onna no ko sengen☆» (яп. 一生女の子宣言☆ Иссэй онна но ко сэнгэн, «Манифест о том, что я всю жизнь буду молодой девушкой») в исполнении Рины Сато.
В Северной Америке аниме-сериал лицензирован компанией Sentai Filmworks и транслировался посредством сервиса HIDIVE. В Европе и Индии лицензиатом аниме-сериала выступил сервис Crunchyroll.

#### Список серий
| №  | Название | Режиссёр                                                           | Премьера в Японии  |
| -- | --- | ------------------------------------------------------------------ | ------------------ |
| 01 | Хрю! Сегодня я стала новой горничной на Акибе! «Бухирэ! Кё: кара Акиба но синдзин мэйдо!» (ブヒれ！今日からアキバの新人メイド！)                      | Томоаки Ота                                                        | 7 октября 2022 г.  |
| 02 | Азартные моэ-игры Юмэти «Тобаку моэ кюн-року Юмэти» (賭博萌キュン録 ゆめち)                                                                           | Нориёси Сасаки                                                     | 14 октября 2022 г. |
| 03 | Кулак горничной. Какова цена поджелудочной? «Мэйдо но кобуси, суидзё: но кати ва» (メイドの拳、膵臓の価値は)                                          | Мицутака Носитани                                                  | 21 октября 2022 г. |
| 04 | Хроника воспитания свинок! «Дзицуроку! Бута но тё:кё:си да бу:!!» (実録！豚の調教師だブー！！)                                                        | Тэцуо Итимура                                                      | 28 октября 2022 г. |
| 05 | Утонуть в красном! 36-й день рождения! «Ака ни сидзуму! Сандзю:року-сай сэйтансай!» (赤に沈む！三十六歳生誕祭！)                                      | Томоаки Ота                                                        | 4 ноября 2022 г.   |
| 06 | Cестринская кровь. Разбой красной биты «Симай сакадзуки ни сосогу ти ака батто но кё:ко:» (姉妹盃に注ぐ血 赤バットの凶行)                             | Киёси Мураяма                                                      | 11 ноября 2022 г.  |
| 07 | Звериная схватка! Кровавая война с внеакибской формой жизни! «Кэдамоно ко:со:-си! Акиба-гай сэймэй-тай кэссэн!!» (獣抗争史！秋葉外生命体血戦！！)     | Тацуя Сасаки                                                       | 18 ноября 2022 г.  |
| 08 | Окровавленный мяч. Тебя ждёт слава! «Сэнкэцу ни сомару хаккю: эйко: ва кими ни кагая-кюн» (鮮血に染まる白球 栄光は君に輝キュン♡)                      | Нориёси Сасаки                                                     | 25 ноября 2022 г.  |
| 09 | Бой за власть в экосистеме Акибы! Моэ-подъём горничных! «Акиба сэйтайкэй кё:со: кёку! Мэйдо но моэ нобори!!» (秋葉生態系狂騒曲！メイドの萌え登り！！) | Масато Утибори                                                     | 2 декабря 2022 г.  |
| 10 | Любовь горничной. Квартал электроники под дождём слёз «Мэйдо синдзю: дэнки-гай о нурасу намида:мэ» (メイド心中 電気街を濡らす涙雨)                    | Тэцуо Итимура                                                      | 9 декабря 2022 г.  |
| 11 | Сражение без моэ «Моэнаки татакай» (萌えなき戦い) | Ацуси Накагава                                                     | 16 декабря 2022 г. |
| 12 | За гранью моэ «Моэ но хатэ» (萌えの果て) | Томоаки Ота, Нориёси Сасаки, Мицутака Носитани, Масакадзу Хасимото | 23 декабря 2022 г. |

### Спектакль
В декабре 2022 года было объявлено об адаптации аниме-сериала в формат спектакля, премьера которого состоялась 6 сентября 2023 года на сцене театра Хакухинкан в Токио.

## Приём
В полном обзоре первых трёх серий Кристофер Фэррис с сайта Anime News Network похвалил аниме-сериал за юмор, графику, боевые сцены и «эффектные повороты» сюжета, в итоге поставив ему четыре с половиной балла из пяти.